# 米哈伊·杰雷
米哈伊·杰雷（羅馬尼亞語：Mihai Gere；1919年9月2日—1997年10月7日），匈牙利族马扎尔人，罗马尼亚共产党中央政治执行委员会候补委员、中央书记处书记，罗马尼亚社会主义共和国国务委员会副主席。